# Al-Ahqaf
Al-Ahqaf (Le Dune di Sabbia) è la quarantaseiesima Sura del Corano, una sura meccana composta da 35 versetti. Il nome "Al-Ahqaf" si riferisce alle dune di sabbia menzionate nel primo verso. Questa sura affronta vari argomenti, tra cui la rivelazione divina, la resistenza dei miscredenti alla verità e la punizione riservata a coloro che respingono la guida di Allah.

## Contenuto

### Introduzione e Invito alla Riflessione
Versetti 1-6: La sura inizia con una menzione delle dune di sabbia come segno del potere di Allah. Viene invitata la riflessione sulla creazione come prova dell'esistenza e del potere divino.

### Rivelazione del Corano
Versetti 7-10: Si menziona la rivelazione del Corano in arabo per guidare gli uomini verso la retta via. Gli increduli reagiscono alla rivelazione definendola magia e mostrando ostilità verso il Profeta Muhammad.

### Narrativa Storica
Versetti 11-15: Viene menzionata la storia di 'Ad, un popolo che ha respinto il messaggero Hud inviato da Allah. Nonostante i loro tentativi di sfidare Allah, furono distrutti per la loro incredulità.

### Risposta degli Increduli alla Rivelazione
Versetti 16-21: Gli increduli rifiutano il messaggio del Profeta Muhammad e si ostinano nel loro errore nonostante le prove della verità. La punizione divina li affligge per la loro arroganza e disobbedienza.

### Messaggeri e la Risposta degli Increduli
Versetti 22-27: Si menzionano altri messaggeri che sono stati respinti dai loro popoli, nonostante avessero portato loro la verità e i segni di Allah. Gli increduli sono condannati per la loro cattiva condotta e il loro rifiuto della guida divina.

### Invito alla Fede e al Monoteismo
Versetti 28-35: Viene ribadito l'invito alla fede in Allah e al monoteismo. Si esorta gli uomini a seguire la via retta e ad adorare solo Allah, riconoscendo il Suo potere e la Sua misericordia.

## Analisi
La Sura Al-Ahqaf offre un avvertimento ai miscredenti riguardo alla loro resistenza alla verità e alla guida divina, utilizzando esempi storici di popoli che hanno respinto i loro profeti. Invita alla riflessione sulla creazione come prova dell'esistenza e del potere di Allah e ribadisce l'importanza della fede e del monoteismo come via verso la salvezza.
Attraverso la narrazione delle vicende dei popoli precedenti e della loro condanna per aver respinto i messaggeri di Allah, la sura mette in evidenza la necessità di accettare la guida divina e di seguire la via retta. È un richiamo alla riflessione, alla fede e alla sottomissione alla volontà di Allah.